# Andi Hoti
Andi Hoti (Uster, 2 de marzo de 2003) es un futbolista suizo, nacionalizado kosovar, que juega en la demarcación de defensa para el 1. FC Magdeburg de la 2. Bundesliga.

## Selección nacional
Tras jugar en las categorías inferiores de la selección, finalmente hizo su debut con la selección de fútbol de Kosovo en un partido de la Liga de Naciones de la UEFA 2024-25 contra Lituania que finalizó con un resultado de 1-0 para el combinado kosovar tras un gol de Muharrem Jashari.

## Clubes
| Club                    | País     | Año       | Partidos | Goles |
| ----------------------- | -------- | --------- | -------- | ----- |
| SC Freiburg II (cedido) | Alemania | 2022-2023 | 23       | 1     |
| 1. FC Magdeburg         | Alemania | 2023-2025 | 27       | 0     |
| Dinamo Dresde (cedido)  | Alemania | 2025      | 10       | 1     |
| 1. FC Magdeburg         | Alemania | 2025-     |          |       |